# فلتول
فلتول (به انگلیسی: Feltwell) یک روستا و محله مدنی در بریتانیا است که در King's Lynn and West Norfolk واقع شده‌است. فلتول ۵۲٫۱۶ کیلومتر مربع مساحت و ۲٬۸۲۵ نفر جمعیت دارد.